# Póló (televíziós sorozat)
A Póló francia televíziós flash animációs sorozat.

## Szereplők
- Póló - A sorozat főszereplője.
- Lili - Egy macskalány, Póló barátnője.
- Oszkár - Egy hóember, Póló barátja.
- Diego - Egy sárkány, szerelmes Mia-ba.
- Mia - Egy felhő hercegnő.
- Holdacskák - A kicsi kerekek és fényesek.

## Epizódok
| #  | Magyar cím                      | Eredeti cím                                                          |
| -- | ------------------------------- | -------------------------------------------------------------------- |
|    |                                 |                                                                      |
| 01 | Póló és a hóember               | The Day When Polo Meets Oscar, the Snowman                           |
|    |                                 |                                                                      |
| 02 | Diego és Mia                    | The Day When Polo Left to Hunt the Clouds                            |
|    |                                 |                                                                      |
| 03 | Hová tűnt a tenger?             | The Day When the Sea Disappeared                                     |
|    |                                 |                                                                      |
| 04 | A halak királya                 | The Day When the King of Fishes Lost His Crown                       |
|    |                                 |                                                                      |
| 05 | Póló és a bálna                 | The Day When Polo Saved the Whale                                    |
|    |                                 |                                                                      |
| 06 | A szivárvány                    | The Day When the Rainbow Found Itself Quite Nibbled                  |
|    |                                 |                                                                      |
| 07 | Póló és a polip                 | The Day Polo Saved Lili                                              |
|    |                                 |                                                                      |
| 08 | Póló és a csillag               | The Day When a Star Felt Off the Sky                                 |
|    |                                 |                                                                      |
| 09 | A holdacskák lakomája           | The Day When the Moon Residents Prepared a Feast                     |
|    |                                 |                                                                      |
| 10 | Póló és az adventi varázsnaptár | The Day When Polo Opened a Magical Advent Calendar                   |
|    |                                 |                                                                      |
| 11 | A különös felhő                 | The Day When Polo Saved a Tree from a Strange Rain                   |
|    |                                 |                                                                      |
| 12 | Póló és a varázsceruza          | The Day When Polo Tamed a Magical Pencil                             |
|    |                                 |                                                                      |
| 13 | Póló és Lili, a felfedezők      | The Day When Polo and Lili Discovered an Inca Templar                |
|    |                                 |                                                                      |
| 14 | Póló tréfája                    | The Day When the Krapos Brothers Believed They Would Find a Treasure |
|    |                                 |                                                                      |
| 15 | A hóember orra                  | The Day When Oscar the Snowman Lost His Nose                         |
|    |                                 |                                                                      |
| 16 | Póló és a felhők                | The Day When the Clouds Felt from the Sky                            |
|    |                                 |                                                                      |
| 17 | A szomjas növény                | The Day When a Plant Started Growing Up, Growing Up...               |
|    |                                 |                                                                      |
| 18 | Póló és a kotta                 | The Day When Polo Saved the Musical Notes                            |
|    |                                 |                                                                      |
| 19 |                                 | The Day When the Coconuts Disapeared                                 |
|    |                                 |                                                                      |
| 20 |                                 | The Day When Polo Had Hiccups                                        |
|    |                                 |                                                                      |
| 21 |                                 | The Day When Polo Tamed a Flash of Lightning                         |
|    |                                 |                                                                      |
| 22 |                                 | The Day When the King of Fishes Almost Lacked Water                  |
|    |                                 |                                                                      |
| 23 |                                 | The Day When Polo Released the Stars                                 |
|    |                                 |                                                                      |
| 24 |                                 | The Day When the Whale Celebrated Its Birthday                       |
|    |                                 |                                                                      |
| 25 |                                 | The Day When Polo Became Tiny                                        |
|    |                                 |                                                                      |
| 26 |                                 | The Day When the Clouds Did Not Manage to Rain                       |
|    |                                 |                                                                      |
| 27 |                                 | The Day When the Penguins Made a Garden                              |
|    |                                 |                                                                      |
| 28 |                                 | The Day When the Moon Residents Made a Concert of Trumpets           |
|    |                                 |                                                                      |
| 29 |                                 | The Day When the World Started to Lean                               |
|    |                                 |                                                                      |
| 30 |                                 | The Day When Polo Became a Brave Pirate                              |
|    |                                 |                                                                      |
| 31 |                                 | The Day When Diego the Dragon Ate Like a Pig                         |
|    |                                 |                                                                      |
| 32 |                                 | The Day When the Oldest Fish Tried to Fly                            |
|    |                                 |                                                                      |
| 33 |                                 | The Day When Diego Turned Blue                                       |
|    |                                 |                                                                      |
| 34 |                                 | The Day When the Musical Notes Played Fighting                       |
|    |                                 |                                                                      |
| 35 |                                 | The Day When the Ice Floe Separated 2 Lovers                         |
|    |                                 |                                                                      |
| 36 |                                 | The Day When a Protector of the Templar Got Angry                    |
|    |                                 |                                                                      |
| 37 |                                 | The Day When a Baby Snowman Woke Up                                  |
|    |                                 |                                                                      |
| 38 |                                 | The Day When a Tiny Ghost Came to Life                               |
|    |                                 |                                                                      |
| 39 |                                 | The Day When Polo and Lili's Shadows Left to Live Their Lifes        |
|    |                                 |                                                                      |
| 40 |                                 | The Day When the Sun Started Twinkling                               |
|    |                                 |                                                                      |
| 41 |                                 | The Day When a Whale Read a Too Sad Story                            |
|    |                                 |                                                                      |
| 42 |                                 | The Day When a Bookseller Frog Fell Into a Book                      |
|    |                                 |                                                                      |
| 43 |                                 | The Day When Polo Met a Mermaid                                      |
|    |                                 |                                                                      |
| 44 |                                 | The Day When All the Letters from a Book Flew Away                   |
|    |                                 |                                                                      |
| 45 |                                 | The Day When Polo Took Care of a Ghost Ship                          |
|    |                                 |                                                                      |
| 46 |                                 | The Day When Polo and Lili Made Pastries                             |
|    |                                 |                                                                      |
| 47 |                                 | The Day When the World Lost Its Colors                               |
|    |                                 |                                                                      |
| 48 |                                 | The Day When Polo Helped a Mermaid                                   |
|    |                                 |                                                                      |
| 49 |                                 | The Day When a Moon Resident Switched Off                            |
|    |                                 |                                                                      |
| 50 |                                 | The Day When Polo Unraveled a Spider's Web                           |
|    |                                 |                                                                      |
| 51 |                                 | The Day When Polo Participated in a Knight's Tournament              |
|    |                                 |                                                                      |
| 52 |                                 | The Day When Polo and Lili Played the Dentist                        |
|    |                                 |                                                                      |